# Canale Burlamacca

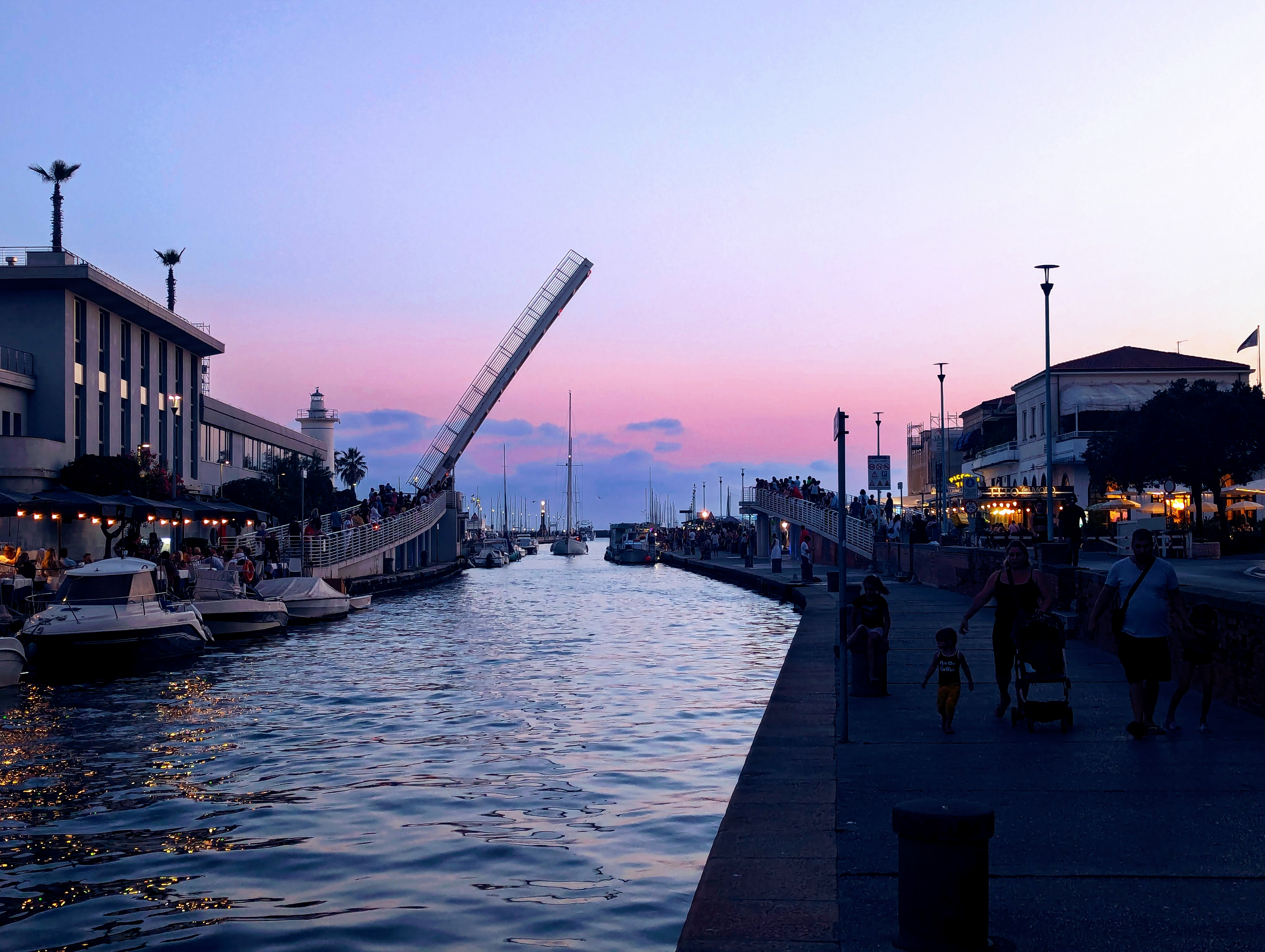
Canale Burlamacca, tratto terminale, Viareggio. Ponte levatoio alzato per far transitare una barca a vela

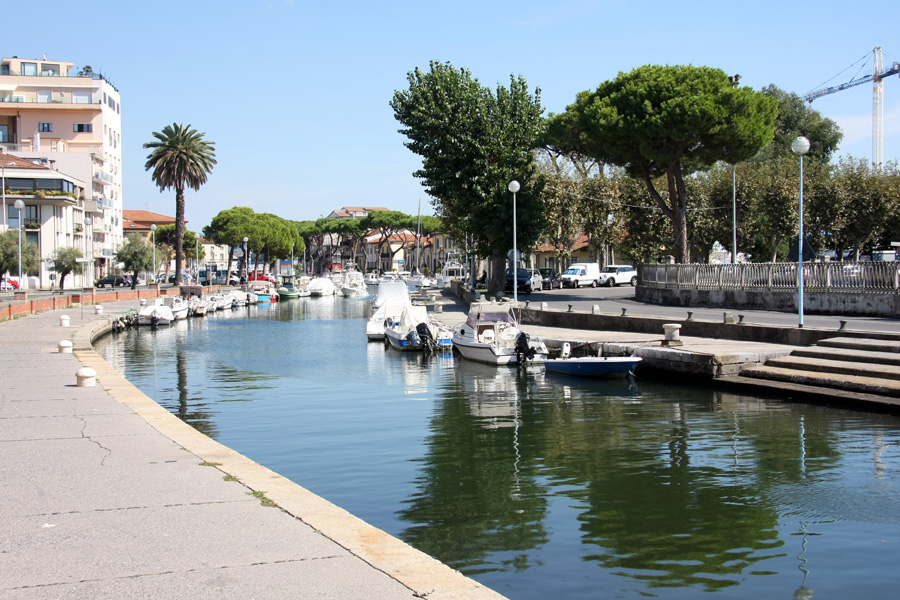
Il canale a Viareggio

Il canale Burlamacca nasce a Montramito nel comune di Massarosa in provincia di Lucca e arriva al mare nel comune di Viareggio. Prende il nome dalla famiglia lucchese dei Burlamacchi, forse perché esso attraversava dei suoi terreni o perché fu riaperto un fosso sulle antiche tracce delle Fosse Papiriane a spesa di questa famiglia. È l'emissario navigabile del Lago di Massaciuccoli.
Insieme al Fosso Malfante e al Fosso Le Venti costituisce la Via navigabile Viareggio-Vecchiano.

## Idrografia

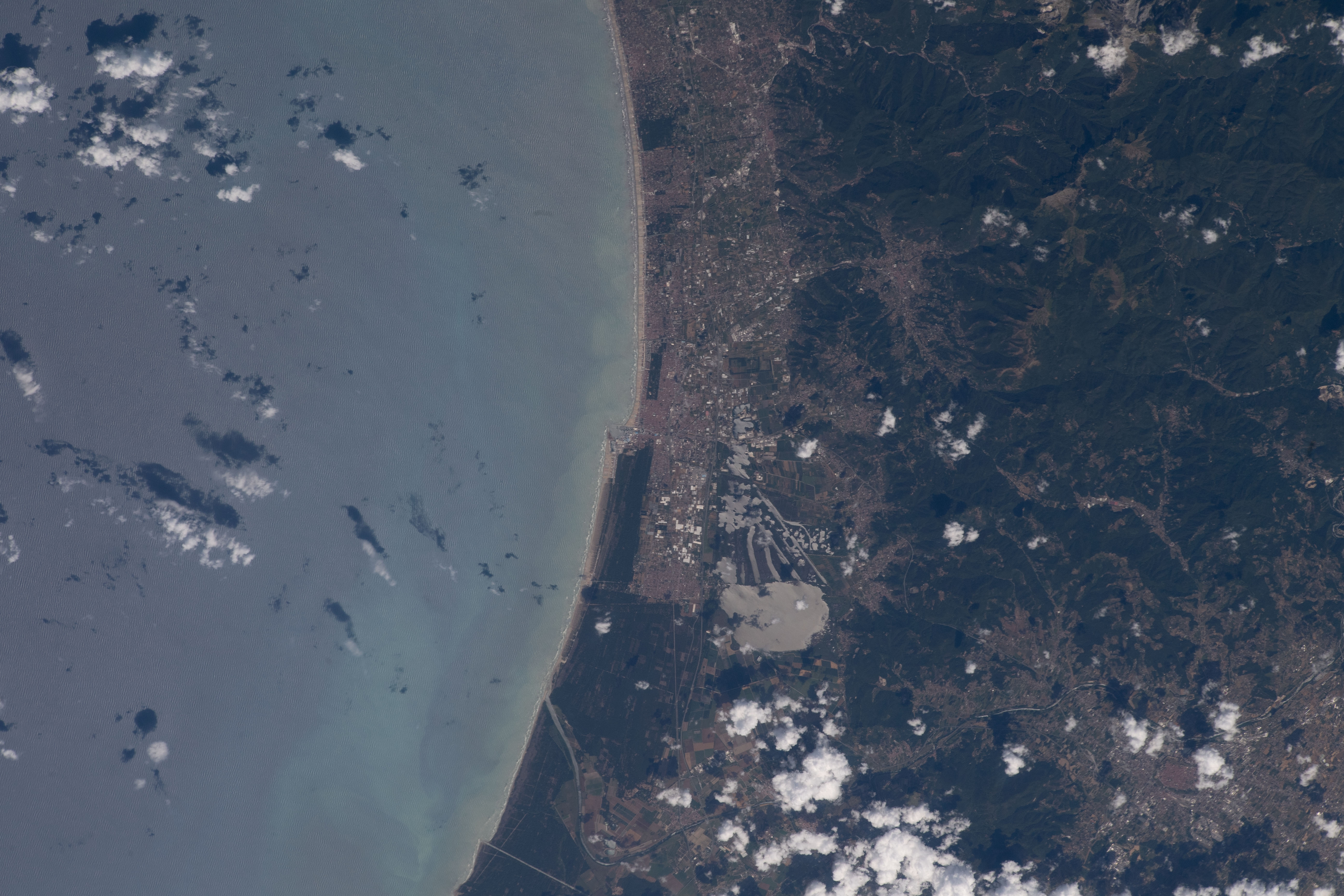
Vista satellitare del Mar Tirreno, con il Lago di Massaciuccoli e il suo sistema di canali

Il canale Burlamacca è il principale emissario del Lago di Massaciuccoli e ha come affluenti i canali Malfante, Le Venti e Le Quindici.
A Viareggio nel quartiere Varignano è presente un sistema di porte vinciane, realizzate nel XVIII secolo per regolare il flusso di acqua salata che rientra dal mare; essendo l'opera insoddisfacente, è stata realizzata una nuova barriera poco più a monte.
Poco dopo quest'opera idraulica il canale riceve le acque del fosso Farabola (nel quale poco prima è confluita la Gora di Stiava) e si dirige verso il mare, alla cui foce è presente il porto di Viareggio.